# Alex Colville

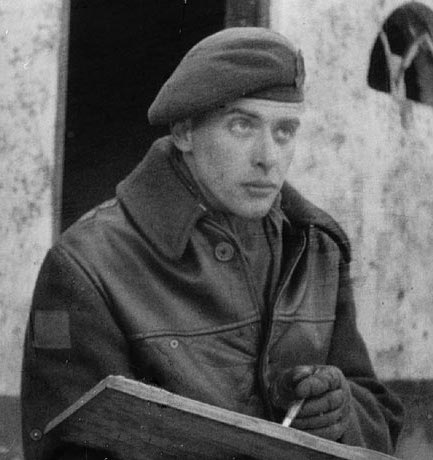
Alex Colville (1945)

David Alexander Colville, PC CC ONS (* 24. August 1920 in Toronto, Ontario; † 16. Juli 2013 in Wolfville, Nova Scotia) war ein kanadischer Maler.

## Biografie

### Frühe Jahre und Kriegsmaler

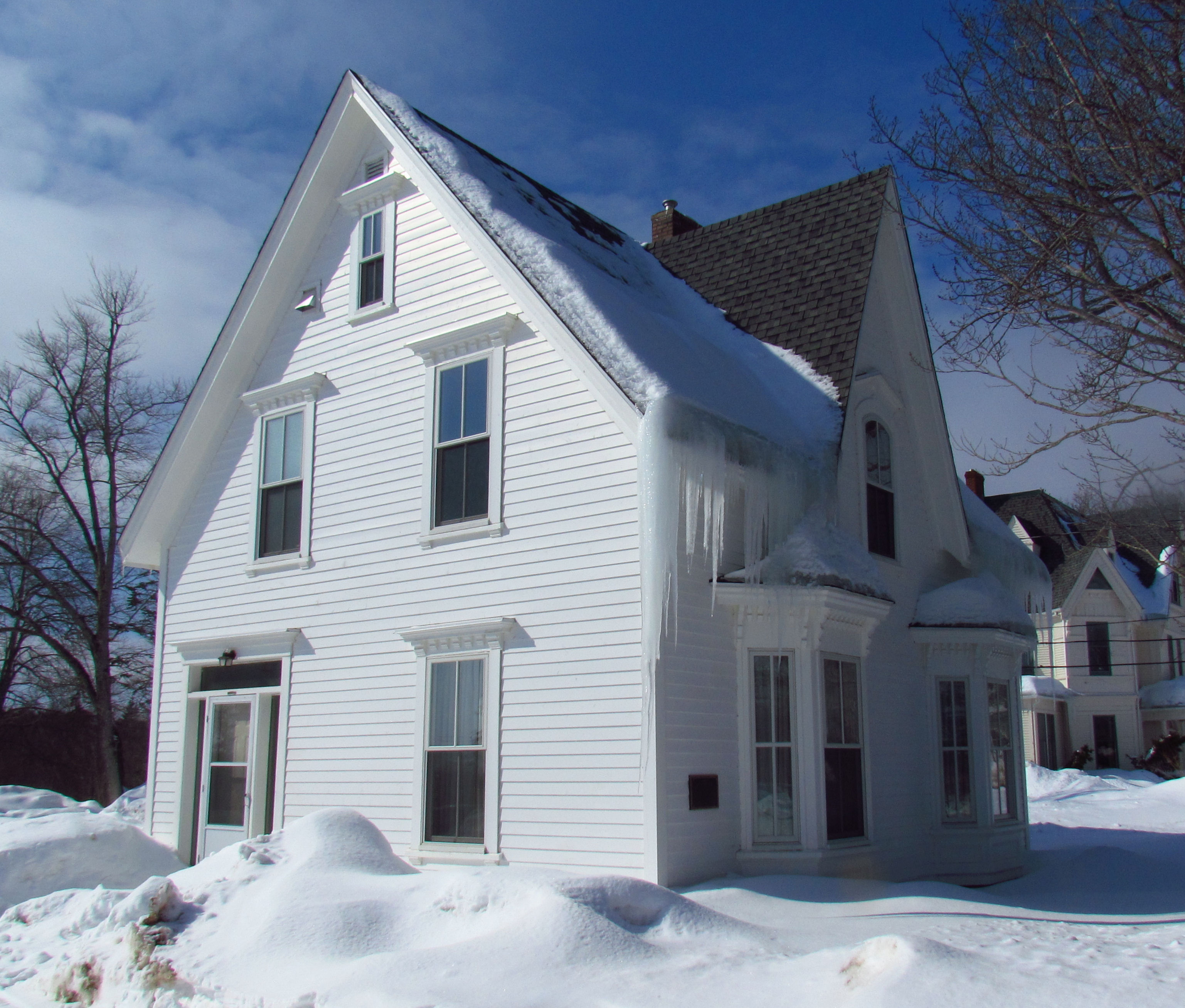
Colville-Haus, Mount Allison University

David Colville wurde 1920 in Toronto geboren, im Alter von sieben Jahren zog er mit seiner Familie nach St. Catharines und 1929 weiter nach Amherst. Von 1938 bis 1942 studierte er an der Mount Allison University bei kanadischen Post-Impressionisten wie Stanley Royle und Sarah Hart. Das Studium schloss er mit dem Bachelor of Fine Arts ab.
Colville heiratete 1942 Rhoda Wright, mit der er seit seinem ersten Studienjahr befreundet war. Kurz nach der Hochzeit wurde er von der Canadian Army eingezogen. Er wurde der Infanterie zugeteilt und erreichte den Rang eines Lieutenants. Colville malte in Yorkshire und war bei der Landung der Royal Canadian Navy in Südfrankreich dabei. Dort wurde er der dritten kanadischen Division zugeteilt. Nach zwei Jahren in der Army wurde er im Mai 1944 aufgrund seines Kunststudiums Kriegsmaler. Seine Einheit unterstützte die 82nd Airborne Division in Nijmegen Mitte September 1944 bei der Operation Market Garden und blieb dort bis zum Februar 1945. Colville besuchte mehrere Orte in den Niederlanden und Deutschland, wo er unter anderem mit der Darstellung des KZ Bergen-Belsen beauftragt war.

### Karriere
Colville hatte bereits während seiner Studienzeit erste Erfolge und konnte seine Werke 1941 bei der Art Association of Montreal (heute Musée des beaux-arts de Montréal) und 1942 bei der Royal Canadian Academy of Arts ausstellen. Nach dem Krieg kehrte Colville nach New Brunswick zurück und wurde Fakultätsmitglied der Abteilung Bildende Kunst der Mount Allison University. Dort lehrte er von 1946 bis 1963. Er beendete seine Lehrtätigkeit, um sich voll der Malerei und Druckerei in seinem Haus in der York Street, das nun Colville-Haus heißt, zu widmen.
Bei der Biennale di Venezia 1966 wurde Kanada durch Werke von Colville, Yves Gaucher und Sorel Etrog repräsentiert.
1967 wurde Colville zum Officer of the Order of Canada ernannt, ehe er 1982 mit der höheren Stufe des Companion geehrt wurde. Er lebte drei Jahre lang in St. Catharines, ehe er nach Nova Scotia zog. 1973 zog Colville mit seiner Familie nach Wolfville, der Heimatstadt seiner Frau. Dort lebten sie in ihrem Geburtshaus, das von ihrem Vater erbaut worden war. Die Colvilles hatten drei Söhne, eine Tochter und acht Enkelkinder. Colville war Mitglied der Progressiv-konservativen Partei Kanadas. 1981 wurde er zum Kanzler der Acadia University ernannt. Das Amt übte er bis 1991 aus.

### Tod
Colville starb am 16. Juli 2013 im Alter von 92 Jahren in seinem Haus in Wolfville an einer Herzerkrankung. Seine Frau Rhoda Wright starb bereits am 29. Dezember 2012. Drei ihrer vier Kinder überlebten sie; ihr zweiter Sohn starb am 22. Februar 2012.

## Ausstellungen

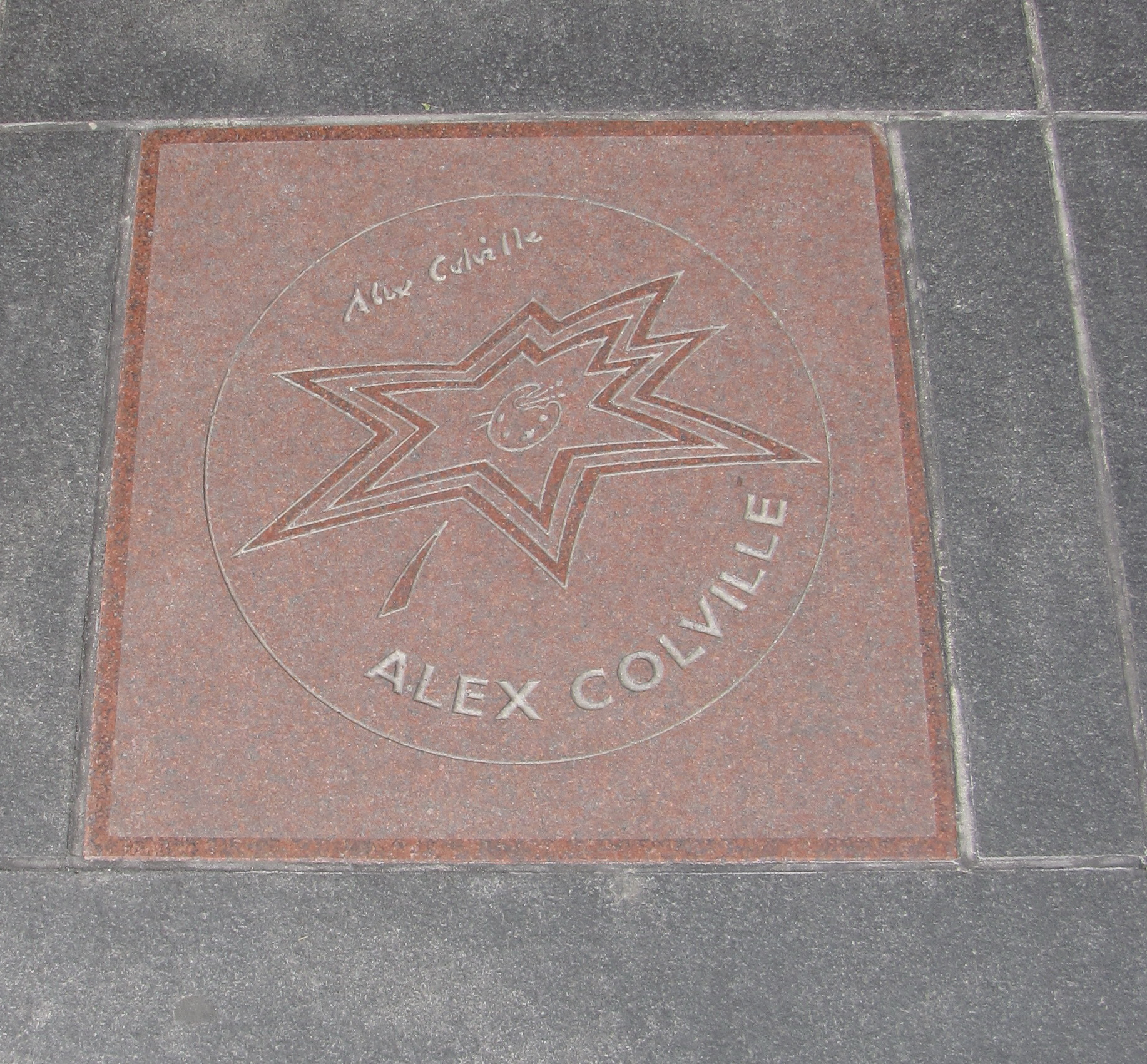
Alex Colvilles Stern auf dem Canada’s Walk of Fame

Colville stellte sein Werk sowohl in Kanada als auch international in der Tate Gallery in London und dem Beijing Exhibition Center in Peking aus. 1983 wurde von der Art Gallery of Ontario eine internationale Wanderausstellung organisiert.
Colvilles Werke sind unter anderem in der Art Gallery of Nova Scotia, der Kunstausstellung der Cape Breton University in Sydney, dem New Brunswick Museum in Saint John, dem Museum of Modern Art in New York, dem Musée National d’Art Moderne in Paris, der National Gallery of Canada in Ottawa, dem Centre National d’Art et de Culture Georges Pompidou in Paris, dem Wallraf-Richartz-Museum & Fondation Corboud in Köln und bei der Kestnergesellschaft in Hannover zu sehen.

## Werke

### „Infantry, near Nijmegen, Holland“

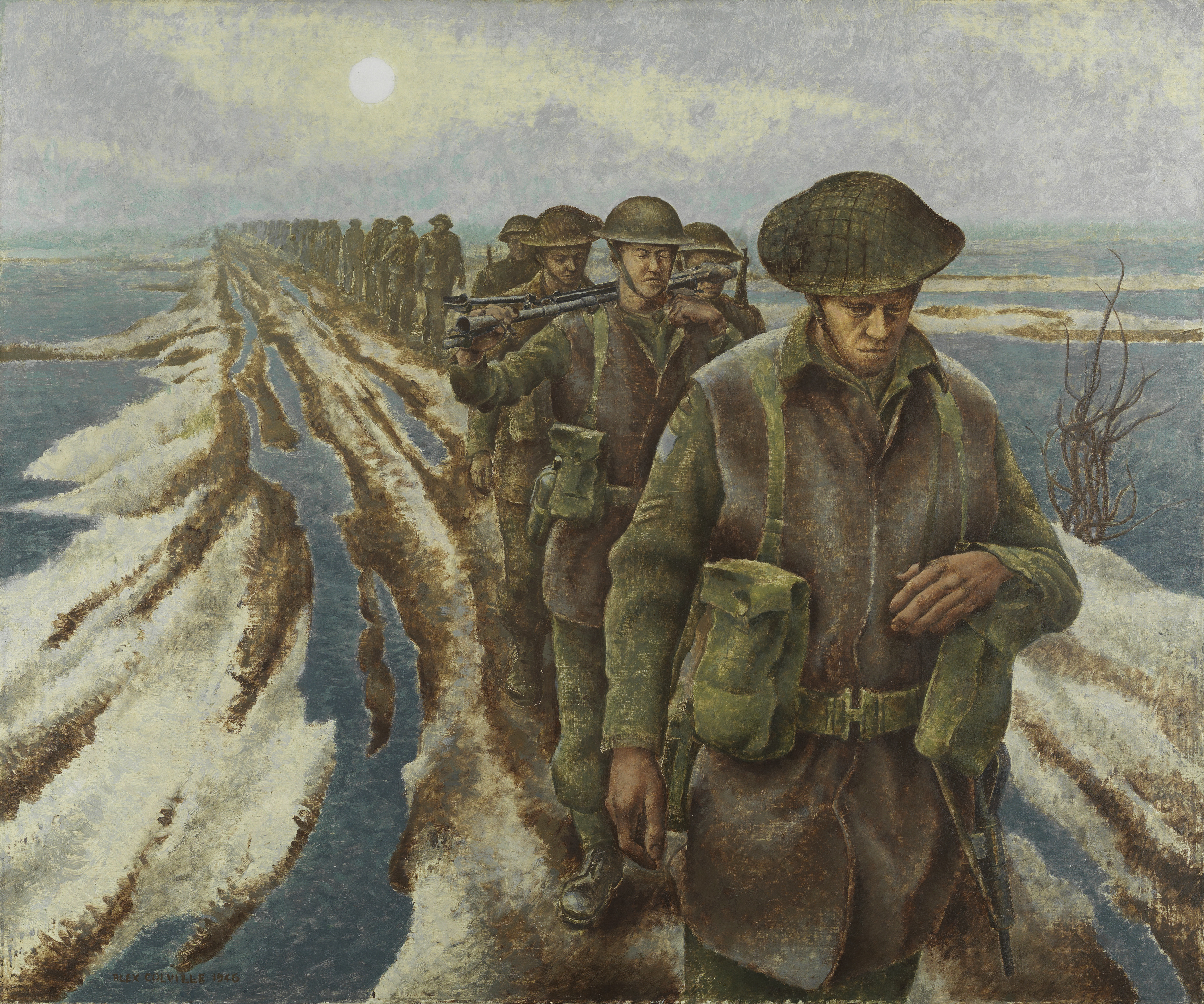
„Infantry, near Nijmegen, Holland“

Nach seiner Ausbildung zum Infanterieoffizier fertigte Colville zum Ende des Zweiten Weltkriegs dieses Bild an. Es basiert auf diversen Zeichnungen und wird „Infantry“ genannt. Das Bild befindet sich im Canadian War Museum. Es zeigt kanadische Soldaten, die eine Straße entlang ziehen. Colville war der Ansicht, dieses Bild zeige seine Wahrnehmung von Krieg: einerseits Heroismus und Ausdauer in der Natur, andererseits konstante Gefahr. Das Bild der ersten Mannes stellt ein Porträt seines Vaters dar.

### „Horse and Train“
Das Bild aus dem Jahr 1954 wurde von zwei Zeilen des Dichters Roy Campbell inspiriert:
Against a regiment I oppose a brain
And a dark horse against an armored train.
Einem Regiment setze ich ein Gehirn entgegen
Und ein dunkles Pferd gegen einen gepanzerten Zug.
„Horse and Train“ ist Teil der Dauerausstellung der Art Gallery of Hamilton. Das Bild wurde von der Dominion Foundries and Steel, Ltd. (Dofasco Inc) 1957 gespendet. Es ist auf dem Cover des Albums Night Vision von Bruce Cockburn zu sehen. Alex Colville und „Horse and Train“ werden in der Kurzgeschichte Nowhere to Go von Barry Wood aus Nova Scotia (veröffentlicht in Postscripts Nr. 14, 2008) erwähnt.
Außerdem ist das Bild in dem Film Shining (1980) während des Arztbesuchs zu sehen, wo es im Flur hängt.

### „To Prince Edward Island“
Das Bild aus dem Jahr 1965 stellt eines der bekanntesten Werke Colvilles dar.  Es zeigt eine Frau, die durch ein Fernglas in Richtung des Künstlers schaut. Colville beschreibt das Werk als eine Erforschung „der suchenden Vision einer Frau“ im Gegensatz zum „dummen und passiven“ Mann. „Die Frau sieht und ich glaube, der Mann nicht.“

### „The Circuit Rider“
Sein Wandbild in der Tweedie Hall der Mount Allison University ist als „The History of Mount Allison“ oder „The Circuit Rider“ bekannt.

### „Pacific“
Das Bild „Pacific“ aus dem Jahr 1967 zeigt einen Mann, der sich an einer offenen Tür anlehnt und auf das Meer schaut. Auf dem Tisch im Vordergrund liegt eine FN Browning HP. Eine Szene aus dem Film Heat mit Robert De Niro aus dem Jahr 1995 wurde durch das Bild inspiriert.

### „Man on Verandah“
Das 1953 fertiggestellte Bild wurde bei einer Auktion für 1,287 Millionen Dollar verkauft und stellte damit einen Rekord für einen lebenden kanadischen Künstler dar. Es stammte aus dem Nachlass von G. Hamilton Southam (1918–2008) und wurde bei einer Auktion von kanadischer Nachkriegskunst und zeitgenössischer Kunst vom Heffel Fine Art Auction House am 25. November 2010 verkauft. Obwohl ursprünglich nur 600.000 Dollar für das Bild erwartet wurden, erreichte man durch einen Bieterkampf zwischen zwei kanadischen Telefonbietern und einem Bieter im Auktionshaus den wesentlich höheren Betrag.

## Liste von Werken (Auswahl)
| Name                                             | Jahr | Gegenwärtiger Ausstellungsort                                                    |
| ------------------------------------------------ | ---- | -------------------------------------------------------------------------------- |
| Infantry, near Nijmegen, Holland                 | 1946 | Kanadisches Kriegsmuseum, Ottawa, Ontario, Kanada                                |
| The History of Mount Allison (The Circuit Rider) | 1948 | Tweedie Hall der Mount Allison University, Sackville, New Brunswick, Kanada      |
| Nude and Dummy                                   | 1950 | New Brunswick Museum, St. John, New Brunswick, Kanada                            |
| Man on Verandah                                  | 1953 | Privatsammlung, Deutschland                                                      |
| Horse and Train                                  | 1954 | Art Gallery of Hamilton, Hamilton, Ontario, Kanada                               |
| Family and Rainstorm                             | 1955 | Museum of Modern Art, New York City, New York, USA                               |
| Couple on Beach                                  | 1957 | National Gallery of Canada, Ottawa, Ontario, Kanada                              |
| Ocean Limited                                    | 1962 | Art Gallery of Nova Scotia, Halifax, Nova Scotia, Kanada                         |
| Skater                                           | 1964 | Museum of Modern Art, New York City, New York, USA                               |
| To Prince Edward Island                          | 1965 | National Gallery of Canada, Ottawa, Ontario, Kanada                              |
| Pacific                                          | 1967 | Privatsammlung, Toronto, Ontario, Kanada                                         |
| Dog and Priest                                   | 1978 | Privatsammlung, Kanada                                                           |
| Target Pistol and Man                            | 1980 | Privatsammlung, Kanada                                                           |
| Cyclist and Crow                                 | 1981 | Musée des beaux-arts de Montréal, Montreal, Quebec, Kanada                       |
| Black Cat                                        | 1996 | Owens Art Gallery der Mount Allison University, Sackville, New Brunswick, Kanada |
| Waterville                                       | 2003 | Privatsammlung, Kanada                                                           |

## Andere Werke
1965 wurde Colville mit der Gestaltung eines Gedenkmünzensatzes zu 100 Jahren Kanada (1867–1967) beauftragt. Das Set bestand aus folgenden Münzen: Felsentaube auf der 1-Cent-Münze, Kaninchen auf der 5-Cent-Münze, Makrele auf der 10-Cent-Münze, Luchs auf der 25-Cent-Münze, Wolf auf der 50-Cent-Münze und Ente auf der 1-Dollar-Münze.
Am 22. März 2002 gab die kanadische Post in der Masterpieces-of-Canadian-Art-Reihe die Briefmarke „Church and Horse, 1964, Alex Colville“ heraus. Sie wurde von Pierre-Yves Pelletier nach dem Bild „Church and Horse“ (1964) von Alex Colville gestaltet. Die 1,25-$-Marke hat die Maße 13 × 13,5 und wurde von Ashton-Potter Limited gedruckt.